# Riverview (Missouri)
Riverview – wieś w Stanach Zjednoczonych, w stanie Missouri, w hrabstwie St. Louis.